# Orizaba (municipalité)
La municipalité d'Orizaba est l'une des 212 municipalités de l'État de Veracruz, et est située dans la partie centrale de cet État. Elle se situe à l'ouest du golfe du Mexique, sur les contreforts de la chaîne de montagnes de la Sierra Madre orientale, et fait partie du bassin versant de la rivière Río Blanco, affluent nord du fleuve Río Papaloapan. Son chef-lieu est la ville éponyme d'Orizaba. Elle dépend de la région administrative de Las Montañas, qui est une des 10 subdivisions administratives de l'État de Veracruz. Elle fait également partie de la "Zona metropolitana de Orizaba", qui regroupe autour de la ville de Orizaba les municipalités faisant partie de sa sphère d'influence.

## Géographie
La municipalité d'Orizaba s'étend en rive nord de la rivière Río Blanco, qui forme sa limite administrative au sud. Son territoire est traversé par deux affluents du Río Blanco : le Río Orizaba à l'ouest et le Río Totolitos à l'est. Assise sur les contreforts de la chaîne de montagnes de la Sierra Madre orientale, son altitude oscille entre 1000 et 2100 mètres. Elle est située à une vingtaine de kilomètres au sud-est du Pic d'Orizaba, qui culmine à 5675 mètres d'altitude. Son chef-lieu, la ville éponyme d'Orizaba, occupe la majeure partie de son territoire. Cette municipalité couvre une superficie de 27,9 km2, et était peuplé en 2015 de 126 005 habitants, pour une densité de 4517,9 habitants par km2.
Cette municipalité fait partie de la Zona metropolitana de Orizaba (es), qui est composée des municipalités de Orizaba, Ixtaczoquitlán, Camerino Z. Mendoza, Río Blanco, Nogales, Mariano Escobedo, Ixhuatlancillo, Rafael Delgado, Atzacan, Maltrata, Huiloapan de Cuauhtémoc et Tlilapan, pour une population totale de 465 175 habitants.
Elle est limitrophe au nord des municipalités d'Atzacan, de Mariano Escobedo, et de Ixhuatlancillo, au sud-ouest de celle de Río Blanco, au sud de celle Huiloapan de Cuauhtémoc et de Rafael Delgado, et à l'est de celle de Ixtaczoquitlán.

## Composition et démographie
La municipalité était composée en 2015 de 6 localités, dont une seule était considérée comme urbaine, les autres étant rurales.
| Localité                                     | Population |
| -------------------------------------------- | ---------- |
| Orizaba                                      | 120 844    |
| Venustiano Carranza (Colonia Unión Agrícola) | 81         |
| Vicente Guerrero                             | 62         |
| Gaudencio Vargas                             | 6          |
| La Piedra                                    | 2          |
| Total population                             | 120 995    |

En plus de l'espagnol, plusieurs langues amérindiennes sont parlées dans la municipalité, dont les principales sont par ordre d'importance : le nahuatl, et de manière plus marginale le zapotèque, le mazatèque, le mixtèque, le huatesco, le chontal, le tseltal et la chinantèque.

## Histoire
En 1774, Orizaba obtient du roi d'Espagne Charles III le statut de "villa". En 1776 elle obtient de la même manière le droit d'avoir des armoiries.
En 1797-1798, la ville est brièvement capitale de la vice-royauté de Nouvelle-Espagne.
En 1830, la ville obtient le statut de "ciudad".
En 1836, Lucas Alamán y Escalada fonda la première usine textile de la ville, nommée Cocolapan.
De 1874 à 1885, la ville d'Orizaba est capitale de l'État de Veracruz, sur décision de son gouverneur Apolinar Castillo (es). Le général et gouverneur Juan de la Luz Enríquez Lara (es) déplace à nouveau la capitale à Xalapa,.
En 1887, la municipalité d'Orizaba absorbe sa voisine Barrio Nuevo.
En 1914, le gouverneur de l'État de Veracruz Cándido Aguilar (es) déplace à nouveau la capitale de l'État à Orizaba. En 1916, son successeur provisoire Miguel Aguilar (es) la déplace à Córdoba,.
La ville d'Orizaba est touchée par un puissant séisme le 28 août 1973.

## Économie

### Agriculture et élevage
La superficie des parcelles semées représentait en 2017 de 11 hectares, exclusivement voués à la culture du haricot.
En 2017, la production de viande par tonnes comprenait 5 tonnes de viande bovine, 98 tonnes de viande porcine, 1,3 tonne de viande ovine, 0,2 tonne de viande caprine, 5,1 tonne de volailles, et 0,8 tonne de dinde. La superficie vouée à l'élevage représentait alors 9 hectares.